# 布赖吉
布赖吉（阿拉伯语：‎ ）是位于加沙地带中部代尔拜莱赫省萨拉丁大道以东的巴勒斯坦難民營。该难民营总面积为529杜纳亩，2017年時人口为28,024人。根據巴勒斯坦中央统计局當年的人口普查，除难民营當地的人口外，周边的布赖吉市的人口为15,491人。  
该难民营建于1949年。起初难民主要住在帐篷里。 1950年，聯合國近東巴勒斯坦難民救濟和工程處為這些難民建造了混凝土房屋。
現今大多数住在布赖吉的难民就和其他加沙地带难民营中的难民一样，主要居住在人口稠密的建筑中。该难民营没有污水处理系统。以色列一家自来水公司負責向該難民營供水。 
布赖吉境內有六所小学和两所中学。所有学校均由聯合國近東巴勒斯坦難民救濟和工程處运营。